# Țareuca
Țareuca è un comune della Moldavia situato nel distretto di Rezina di 3.112 abitanti al censimento del 2004.

## Località
Il comune è formato dall'insieme delle seguenti località (popolazione 2004):
- Țareuca (1.663 abitanti)
- Țahnăuți (1.449 abitanti)